# Photo Voltaire
Photo Voltaire è un singolo del gruppo musicale statunitense Julien-K, pubblicato il 1º giugno 2018 come secondo estratto dal terzo album in studio California Noir - Chapter One: Analog Beaches & Digital Cities.

## Descrizione
Terza traccia dell'album, Photo Voltaire è stato descritto dal gruppo come «un brano sulla lotta nelle nostre vite come artisti»:
La versione pubblicata come singolo è una remix realizzato durante il 2018.

## Tracce
1. Photo Voltaire (Radio Mix) – 3:59

## Formazione
Gruppo
- Ryan Shuck – voce, chitarra
- Amir Derakh – chitarra, basso, programmazione, sintetizzatore, percussioni
- Anthony "Fu" Valcic – programmazione, sintetizzatore, basso

Produzione
- Amir Derakh – produzione, ingegneria del suono, missaggio
- Dennis van Heumen – produzione esecutiva
- Andrew Nicholls – produzione esecutiva
- Anthony "Fu" Valcic – ingegneria del suono
- Eric Stoffel – ingegneria del suono aggiuntiva
- Carlos Becerra – ingegneria del suono aggiuntiva
- Daniel Morris – assistenza tecnica
- Mike Marsh – mastering